# Розрив (телесеріал)
Розрив або Поділ (англ. Severance) — американський науково-фантастичний психологічний трилер, створений Деном Еріксоном, режисерами виступили Бен Стіллер та Аойф МакАрдлі. Прем'єра серіалу відбулась на Apple TV+ 18 лютого 2022 року. У квітні 2022 року серіал було продовжено на другий сезон. 21 березня 2025 року серіал було продовжено на третій сезон. 

## Синопсис
Зловісна технологічна корпорація Lumon Industries використовує медичну процедуру «розриву», щоб відокремити неробочі спогади деяких своїх співробітників від їхніх робочих. Один «розірваний» співробітник, Марк, поступово розкриває мережу змови з обох боків поділу.

## Актори та персонажі

### Головні
- Адам Скотт ― Марк Скаут, працівник Lumon Industries у відділі Macrodata Refinement, який є частиною програми «розриву». Він переживає смерть своєї дружини Джемми.
- Зак Черрі[en] ― Ділан Джордж, «розірваний» співробітник Марка, який особливо любить пільги компанії.
- Брітт Лоуер ― Геллі Ріґґз, нова співробітниця, найнята замість Піті.
- Трамелл Тілман[en] ― Сет Мілчик[en], наглядач на «розірваному» поверсі.
- Джен Таллок[en] ― Девон Гейл, вагітна сестра Марка, яка пізніше народжує Елеонору.
- Патриція Аркетт ― Гармоні Кобел, начальниця Марка.
- Джон Туртурро ― Ірвінґ Бейліф, «розірваний» співробітник Марка, який є прихильником політики компанії та притягується до Берта.
- Крістофер Вокен ― Берт Ґудман, «розірваний» керівник відділу оптики й дизайну, якого приваблює Ірвінґ.
- Дічен Лакмен ― міс Кейсі, консультантка зі здоров'я на «розірваному» поверсі.
- Майкл Чернус ― Рікен Гейл, чоловік Девон і шурин Марка.

### Епізодичні
- Юл Васкес[en] — Пітер «Піті» Кілмер, колишній «розірваний» робітник і найкращий друг Марка, який покинув Lumon за загадкових обставин
- Майкл Кампсті[en] — Даг Грейнер (сезон 1), начальник служби безпеки на «розірваному» поверсі Lumon
- Ніккі М. Джеймс[en] — Алекса (сезон 1), акушерка Девон та одна з об'єктів захоплення Марка
- Сідні Коул Александер — Наталі Кален, PR-представниця Lumon і спікерка таємничої Ради
- Нора Дейл — Габбі Артета (1 сезон), дружина сенатора Анджело Артети. Вона пройшла процедуру «розриву», щоб уникнути болю під час пологів
- Марк Кеннет Смальтц — Джадд, охоронець Lumon
- Дональд Веббер-молодший — Паттон, друг Рікена
- Енні Макнамара — Деніс (1 сезон), подруга Рікена
- Клаудія Робінсон — Феліція, давня співробітниця відділу оптики та дизайну Lumon, яка близька до Берта
- Карен Олдрідж — Асал Регабі, колишня хірургиня Lumon, яка реінтегрувала Піті
- Майкл Сіберрі[en]  — Джейм Іган, нинішній генеральний директор Lumon Industries

## Список серій
| Сезон | Епізоди | Епізоди | Оригінальний показ | Оригінальний показ |
| Сезон | Епізоди | Епізоди | Перший показ       | Останній показ     |
| ----- | ------- | ------- | ------------------ | ------------------ |
| 1     | 9       | 9       | 18 лютого 2022     | 8 квітня 2022      |
| 2     | 10      | 10      | 16 січня 2025      | 21 березня 2025    |

### Перший сезон (2022)
| № серії | Назва серії                                    | Режисер(и)   | Сценарист(и)   | Оригінальна дата виходу |
| --- | ---------------------------------------------- | ------------ | -------------- | ----------------------- |
| 1 | «Хороша новина про пекло»                      | Бен Стіллер  | Ден Еріксон    | 18 лютого 2022          |
| Жінка, яка прокидається в конференц-залі, не пам'ятає нічого про своє життя. Вона дізнається, що її звуть Геллі, і що вона була прийнята на роботу до компанії Lumon Industries. Вона робить декілька спроб піти з роботи, але щоразу повертається назад. Їй демонструють відео, яке пояснює, що Геллі пройшла процедуру «розриву», яка розділила її пам'ять на дві частини і створила особистість, що існує лише на робочому місці. Марк Скаут, який працює в одному з Геллі відділі, дізнається про своє просування по службі через те, що їх попередній начальник Піті раптово звільнився. Марк виходить з роботи і перетворюється на свою «зовнішню» версію: колишнього професора, який оплакує смерть дружини і мешкає в містечку Кір, що субсидується компанією Lumon. В кафе до нього підсажується дивний чоловік, який представляється Піті і передає Марку конверт з загадковими вказівками. Марк повертається додому і спілкується зі своєю сусідкою, пані Селвіґ, не підозрюючи, що це його начальниця Гармоні Кобел. |                                                |              |                |                         |
| 2 | «Напівпетля»                                   | Бен Стіллер  | Ден Еріксон    | 18 лютого 2022          |
| Попереднього дня Геллі проходить процедуру «розриву», їй в мозок імплантують мікрочип. В офісі «розірвану» Геллі знайомлять з новими колегами, Діланом та Ірвінґом, а також пояснюють, у чому полягає її робота: вона має сортувати зашифровані числа в цифрові контейнери, таким чином «уточнюючи макродані». Під час вітальної вечірки, яку проводить начальник поверху Мілчик, Геллі тікає до ліфту і намагається написати своїй «зовнішній» особистості заяву про звільнення, але ліфт зупиняється. Марк стверджує, що це спрацювали вбудовані «детектори кодів» Lumon, які запобігають несанкціонованому спілкуванню між особистостями. Марк бере на себе відповідальність, і в якості покарання його саджають до «кімнати відпочинку». Ірвінґу ввижається галюцинація: чорна рідина покриває його стіл. Йому призначають «перевірку самопочуття», під час якої міс Кейсі перелічує факти про «зовнішню» особистість Ірвінґа, на які той має реагувати нейтрально. У центрі здоров'я Ірвінґ зустрічає Берта, керівника відділу оптики та дизайну, в якому працюють дві особи. Назовні Марк знову зустрічається з Піті, який страждає на «реінтеграчну хворобу» через скасування його процедури «розриву». Піті розповідає Марку про кімнату відпочинку та дає послухати запис, на якому він приносить щирі вибачення, а Мілчик раз за разом змушує його повторювати рядки. Марк надає Піті притулок у себе вдома. Приймаючи душ, Піті втрачає свідомість через приступ галюцинацій. |                                                |              |                |                         |
| 3 | «У вічності»                                   | Бен Стіллер  | Ендрю Колвілл  | 25 лютого 2022          |
| Піті розповідає Марку, що пройти процедуру реінтеграції йому допомогли таємничі благодійники. Поки Марк перебуває на роботі, його сестра Девон залишає йому мотиваційну книгу, яку написав її чоловік. Місіс Селвіґ краде книгу і забирає її до офісу Lumon, щоб перевірити на наявність прихованих повідомлень. Піті бачить, як пані Селвіґ обшукує домівку Марка, і впізнає в ній Гармоні Кобел. Піті тікає з будинку, страждає від нових галюцинацій і втрачає свідомість у супермаркеті. В офісі Геллі дізнається, що її заява про звільнення була відхилена її «зовнішньою» особистістю. Марк перешкоджає її різноманітним спробам передати повідомлення назовні. Для того, щоб Геллі зрозуміла важливість своєї роботи, Ірвінґ пропонує показати їй «крило вічності», музей історії засновника корпорації Lumon Кіра Ігана та його династії. Після чергової невдалої спроби втечі, Геллі відправляють до «кімнати відпочинку», де Мілчик змушує її повторювати вибачення. Повертаючись з роботи, Марк бачить тіло Піті, яке несуть до карети швидкої допомоги. Марк поспішає додому, щоб знищити докази перебування Піті, і чує, як дзвонить його мобільний телефон. |                                                |              |                |                         |
| 4 | «Справжній ти»                                 | Аойф МакАрдл | Карі Дрейк     | 4 березня 2022          |
| Марк пропускає вхідний дзвінок на телефоні Піті. Ірвінґ відвідує відділ оптики й дизайну, де він зближується з Бертом і знаходить книгу Рікена, яку Мілчик полишив під час спроби втечі Геллі. Марк вирішує залишити книгу собі. Геллі повертається з «кімнати відпочинку», де її змусили повторювати вибачення більше тисячі разів. Вона погрожує нанести собі порання, якщо їй не дозволять записати відео-заяву про звільнення. Її «зовнішня» особистість надсилає їй відео-відповідь, рішуче відкидаючи запит. Ввечері Марк отримує повідомлення про те, що Піті загинув від «невідомої хвороби». Пані Кобел в ролі місіс Селвіґ відвідує похорони Піті і перед кремацією витягує з його голови чип «розриву». Після цього вона наказує міс Кейсі провести «спеціальну» перевірку здоров’я Марка. Кейсі просить Марка виліпити свій емоційний стан із глини. Марк ліпить дерево, яке його «зовнішня» особистість відвідувала після похоронів його дружини Джемми. Ірвінґ виявляє, що у відділі оптики і дизайну має щонайменше 7 працівників. Дилан знаходить в столі Марка мотиваційну книгу. Геллі приховує дріт від подовжувача і вішається в шахті ліфта. |                                                |              |                |                         |
| 5 | «Жахлива жорстокість відділу оптики й дизайну» | Аойф МакАрдл | Анна Мьонх     | 11 березня 2022         |
| Під час спроби самогубства Геллі отримує поранення, але виживає. Через три дні вона повертається на роботу. Марк продовжує читати книгу Рікена, яка сповнена зневаги до істеблішменту. Девон, сестра Марка, народжує дитину. Коли Геллі повертається на роботу, пані Кобел наказує міс Кейсі спостерігати за нею. Але Марк таємно виводить Геллі з кабінету і розповідає, що він відтворює мапу, над якою працював Піті. Геллі погоджується допомогти Марку працювати над мапою після того, як вони знаходять раніше невідомий відділ, у якому самотній працівник годує козенят. Берт зізнається Ірвінґу та Дилану, що збрехав про кількість працівників у відділі оптики та дизайну через те, що відділ уточнення макроданих вважається ненадійним. Вони розуміють, що Lumon навмисно зіштовхує відділи один проти одного. Берт відводить їх до відділу оптики та дизайну, де знайомить зі своїми співробітниками. |                                                |              |                |                         |
| 6 | «Схованки»                                     | Аойф МакАрдл | Аманда Овертон | 18 березня 2022         |
| Начальник служби безпеки Lumon Даг Грейнер повідомляє пані Кобел, що йому вдалося встановити особистість колишнього співробітника Lumon, який реінтегрував особистість Піті. Ірвінґ і Берт зізнаються один одному у своїх почуттях. Марк просить Ірвінґа познайомити працівників двох відділів, щоб разом працювати над розв'язанням таємниць корпорації Lumon. Мілчик викриває їх і відправляє Марка до «кімнати відпочинку», а також ненадовго пробуджує Дилана, коли той перебуває у себе вдома. «Внутрішня» особистість Дилана дізнається, що у нього є син. Девон зустрічає Геббі, з якою вона познайомилась у пологовому будинку, але та не впізнає її. Девон дізнається, що чоловік Геббі — сенатор, який виступає за легалізацію процедури «розриву». Пані Кобел втирається в довіру до Девон і Рікена, прикидаючись консультанткою з лактації. Марк врешті-решт відповідає на дзвінок на телефоні Піті і домовляється про зустріч. Пані Кобел наказує встановити на вході до відділу уточнення макроданих двері із карткою-ключем. |                                                |              |                |                         |
| 7 | «Зухвалий джаз»                                | Бен Стіллер  | Гелен Лей      | 25 березня 2022         |
| Марк зустрічається з Регабі, яка реінтегрувала особистість Піті. Даг Грейнер перериває їх зустріч і говорить Марку, що вони разом працюють на Lumon. Регабі вбиває Грейнера, віддає Марку його картку доступу і просить передати її своїй «внутрішній» особистості. Девон ділиться з пані Кобел своїми підозрами стосовно того, що Геббі скористалась процедурою «розриву», щоб уникнути болю під час пологів. Мілчик організовує «музичні танцювальні заходи», під час яких розлючений Дилан нападає на нього. Мілчик тікає, щоб повідомити про напад пані Кобел. В цей час Дилан розповідає співробітникам, що Lumon може пробуджувати їх за межами робочого поверху. Марк і Геллі знаходять кімнату служби безпеки. Вони дізнаються, що Lumon пильно спостерігає за своїми працівниками, а також що «внутрішню» особистість можна пробудити за допомогою двох важелів. Дилан пропонує залишитись в офісі після завершення робочого дня і пробудити Марка і Геллі назовні. Ірвінґ, схвильований безпекою Берта, йде до відділу оптики і дизайну. Він дізнається, що Берт звільняється з роботи. Марк напивається після роботи і розриває фотографію своєї загиблої дружини. Пізніше він збирає фотографію зі шматочків; виявляється, що він був одружений з міс Кейсі. |                                                |              |                |                         |
| 8 | «Що на вечерю?»                                | Бен Стіллер  | Кріс Блек      | 1 квітня 2022           |
| «Зовнішня» версія Ірвінґа живе самотньо і постійно малює один і той самий темний коридор. Геллі досягає 100% результату, виконуючи квартальну квоту відділу уточнення макроданих. Пані Кобел призначає Марку останній сеанс із міс Кейсі. Після цього вона відправляє міс Кейсі до «випробувального поверху», вхід на який виглядає як коридор, який постійно малює Ірвінґ. Рада управління звільняє пані Кобел з посади за приховування інформації про спробу самогубства Геллі. Марк і його колеги готуються до пробудження за межами праці. Перед тим, як піти, Геллі цілує Марка. Назовні, Марк розповідає пані Кобел, що планує звільнитись з Lumon. Дилан пробирається до кімнати служби безпеки і пробуджує «внутрішні» особистості Марка, Геллі і Ірвінґа. |                                                |              |                |                         |
| 9 | «Справжні ми»                                  | Бен Стіллер  | Ден Еріксон    | 8 квітня 2022           |
| Марк прокидається вдома у Девон саме в той час, коли він обіймається з пані Кобел. Він називає Кобел на ім'я, і вона дзвонить Мілчику, щоб той перевірив кімнату служби безпеки. Марк зізнається Девон, що він — «внутрішня» особистість, і розповідає, що пані Селвіг — це насправді його начальниця. Девон розповідає Марку про смерть його дружини Джемми. Марк просить Девон повідомити про злочини Lumon пресі, оскільки Lumon, скоріше за все, контролює поліцію. Ірвінґ прокидається у себе вдома і бачить похмурі малюнки коридору. Він знаходить, де живе Берт, і дізнається, що той вже перебовує у стосунках. Геллі прокидається на святковому вечері Lumon; її «зовнішня» особистість — Гелена Іган, донька генерального директора Lumon. Вона пройшла процедуру «розриву», щоб популяризувати легалізацію процедури. Кобел поспішає на святковий вечір, щоб перешкодити Геллі виступити на сцені. Мілчик намагається проникнути до кімнати охорони, в якій забарикадувався Дилан. Геллі виходить на сцену і розповідає гостям про поневолення і знущання, яких зазнають «внутрішні» особистості в Lumon. Марк знаходить фото і розуміє, що міс Кейсі і Джемма це одна людина. Він біжить до Девон і встигає крикнути «Вона жива!», коли Мілчик хапає Дилана і повертає Марка, Геллі і Ірвінґа до їх «зовнішніх» особистостей. |                                                |              |                |                         |

### Другий сезон (2025)
| № серії (загалом) | № серії (в сезоні) | Назва серії                 | Режисер(и)        | Сценарист(и)               | Оригінальна дата показу |
| --- | ------------------ | --------------------------- | ----------------- | -------------------------- | ----------------------- |
| 10 | 1                  | «Привіт, пані Кобел»        | Бен Стиллер       | Ден Еріксон                | 16 січня 2025           |
| Марк знову прокидається на «розірваному» поверху в стані паніки і виявляє, що оздоровчий кабінет міс Кейсі виведено з експлуатації, а вся його команда замінена. Мілчик, який зараз керує «розірваним» поверхом, знайомить Марка з новим заступником керівника пані Хуанг — дитиною — і повідомляє йому, що минуло п'ять місяців після «повстання відділу макроданих», яке нібито зробило команду Марка обличчям «реформи звільнення». Мілчик повідомляє, що «зовнішня» особистість Марка виявила бажання повернутися до Lumon, але троє інших відмовилися. Марк саботує свою нову команду, щоб відволікти увагу, дістатися до керівництва та вимагати повернення інших «внутрішніх» особистостей. Наступного разу, коли Марк прокидається на «розірваному» поверху, він зустрічає Ділана, Геллі та Ірвінґа. Їх відправляють у відремонтовану «кімнату відпочинку», де Мілчик обіцяє кращі умови праці та пропонує «внутрішнім» особистостям зробити вибір — назавжди полишити «розірваний» поверх чи залишитися. Марк інформує групу про те, що він дізнався, коли опинився «назовні», а Геллі бреше про «зовнішню» особистість. Збентежений Ірвінґ ледь не йде через своє розчарування тим, що у Берта вже є партнер, але Ділан переконує його залишитися. Мілчик в приватній розмові показує Ділану креслення кімнати для відвідування родини. Команда відновлює роботу, і з'ясовується, що останній файл макроданих Марка, «Холодна гавань», стосується міс Кейсі/Джемми. |                    |                             |                   |                            |                         |
| 11 | 2                  | «До побачення, пані Селвіг» | Сем Донован       | Мохамад Ель Масрі          | 24 січня 2025           |
| Мілчику доручено мінімізувати негативні наслідки активації режиму «понаднормової роботи», і він звільняє Ірвінґа та Дилана; щоб повідомити їм про звільнення він відвідує їхніх «зовнішніх особистостей»; Ірвінґ бреше Мілчику про своє місцезнаходження тієї ночі. Гелена в супроводі начальника служби безпеки містера Драммонда зустрічається з Кобел і пропонує їй підвищення до «Консультативної ради з „розриву“» як нагороду за її лояльність, але вона ображається, що не може знову працювати з «розірваним» поверхом. Гелена знімає відео з вибаченнями, видаючи свою промову на святковому вечорі за наслідок того, що вона була в нетверезому стані. Мілчик намагається переконати Марка повернутися, але Марк вирішує кинути роботу, засмучуючи Девон, яка стурбована тим, що Джемма жива. Ділан намагається знайти нову роботу, але зазнає дискримінації через участь в програмі «Розрив». Берт спостерігає за тим, як Ірвінґ здійснює загадковий телефонний дзвінок. Гелена наполягає на тому, щоб Марк повернувся на роботу, щоб завершити обробку «Холодної гавані», і Мілчик переконує його повернутися, пропонуючи йому значну надбавку до зарплати. Вислухавши прохання Марка до керівництва, Мілчик знову бере на роботу Ділана та Ірвінґа, а рада вирішує повернути Гелену на роботу. Повертаючись додому, Марк зустрічає Кобел і вимагає відповідей про Джемму, але вона розлючена їде. |                    |                             |                   |                            |                         |
| 12 | 3                  | «Хто живий?»                | Бен Стиллер       | Вей-Нін Ю                  | 31 січня 2025           |
| Марк друкує плакати про зниклу людину з зображенням міс Кейсі, щоб роздати їх на «розірваному» поверсі, а потім іде з Геллі, щоб передати копії загадковому відділу кіз, на який вони колись натрапили. Вони знаходять пасовище для кіз, яке контролює відділ харчування ссавців, очолюваний жінкою на ім'я Лорн. Незважаючи на те, що спочатку вони були налаштовані вороже, співробітники відділу харчування ссавців розкривають, що міс Кейсі проводила свої сесії у їхніх резервуарах для розведення тварин, і обіцяють не перешкоджати пошуку відділу макроданих. Ірвінґ приносить один із зниклих плакатів до відділу оптики та дизайну, де він зустрічає Феліцію. Вона каже Ірвінґу, що ескіз темного коридору з картин його офісу нагадує «експортний зал», куди колишні співробітники відділу оптики та дизайну виносили створену ними продукцію. Ділану дозволили відвідати дружину його «зовнішньої особистості», Гретхен, яка показує йому фотографію трьох його дітей. Наталі звертається до Рікена, щоб обговорити адаптацію книги Ти, який ти є для «внутрішніх особистостей». Кобел погоджується приєднатися до Lumon за умови, що її знову наймуть на посаду голови відділу макроданих, щоб допомогти Марку завершити обробку файлу «Холодна гавань». Натомість Гелена пропонує імпровізовану зустріч з Радою, що спонукає Кобел поїхати. Марк і Девон намагаються випалити залишкове зображення на його сітківці ока, щоб спілкуватися з його «внутрішньою особистістю»; Регабі перериває Марка, кажучи йому, що його стратегія не спрацює, і що реінтеграція є єдиним способом обмінюватися повідомленнями з його «внутрішньою особистістю» в Lumon. Марк погоджується на процедуру після того, як Регабі підтверджує, що його дружина жива. Під час процедури у підвалі Марка, його свідомість перемикається між сьогоденням і орієнтаційною кімнатою на «розірваному» поверсі. |                    |                             |                   |                            |                         |
| 13 | 4                  | «Лощина Нещастя»            | Бен Стиллер       | Анна Мьонх                 | 7 лютого 2025           |
| Співробітники відділу макроданих опиняються у зовнішньому світі на замерзлому озері. Попередньо записане повідомлення від Мілчика вказує їм знайти раніше нерозкритий четвертий додаток до довідника Lumon, написаний засновником Кіром Іганом, дотримуючись вказівок дивних двійників самих себе. Після того, як вони знайшли додаток і принесли його до водоспаду «Лощина Нещастя», що згадується в додатку, їх зустрічають Мілчик і пані Хуанг, які влаштували кемпінг. Після того, як Геллі образила Мілчика, сміючись над вмістом додатка, Ірвінґ звинуватив її в брехні про те, що з нею сталося під час режиму «понаднормової роботи». Геллі сердито відповідає, що Ірвінґ засмучений втратою Берта, через що Ірвінґ раптово іде геть. Геллі та Марк займаються сексом, під час якого Марк на мить уявляє собі обличчя Джемми. Ірвінґ спить надворі, де йому сниться Берт і уособлення «Нещастя», описане в додатку. Наступного ранку Ірвінґ накидається на Геллі, підозрюючи, що вона «кріт». Щоб довести це, він кличе Мілчика і починає топити Геллі в «Лощині Нещастя». З'ясовується, що Геллі дійсно була Геленою Іган весь час після її повернення до відділу макроданих, і Мілчик змушений повернути її до особистості Геллі Ріґґз, щоб врятувати їй життя. Мілчик звільняє Ірвінґа та повертає його до «зовнішньої особистості». |                    |                             |                   |                            |                         |
| 14 | 5                  | «Троянський кінь»           | Сем Донован       | Буде визначено             | 14 лютого 2025          |
| Після подій біля водоспаду «Лощина Нещастя», Гелена неохоче погоджується продовжити роботу на «розірваному поверсі» поки Марк не завершить роботу над файлом «Холодна Гавань». Ділан вимагає вшанувати пам'ять Ірвінґа, і Мілчик погоджується. Під час церемонії Ділан розуміє, що останні слова Ірвінґа до нього стосувалися плаката в кімнаті відпочинку; він знаходить картку з вказівками до експортного залу за нею, але знову швидко ховає картку. Геллі дізнається, що дружина «зовнішньої особистості» Марка — Джемма, і Марк, який тепер їй не довіряє, зізнається у своїх сумнівах. Мілчик проходить свою першу оцінку ефективності як керівника відділу, де Драммонд різко критикує його невдалі реформи «доброти», вимагаючи, щоб до «внутрішніх особистостей» ставилися «як до тих, ким вони насправді є». Пізніше Мілчик робить Марку догану, виявляючи, що він знає, що Марк і Гелена займалися сексом під час відвідування зовнішнього світу. Рікен починає роботу над адаптацією книги Ти, який ти є для Lumon, наповнену пропагандою компанії, що дуже засмучує Девон. Розмовляючи по телефону, Ірвінґ помічає, що за ним спостерігає Берт. Берт зізнається, що слідкував за Ірвінґом з моменту «понаднормової роботи», і припускає, що вони мали романтичні стосунки на «розірваному поверсі». Наступного дня він запрошує Ірвінґа на вечерю зі своїм чоловіком Філдсом. Регабі, яка зараз живе з Марком, повідомляє йому, що Lumon має зв'язки в морзі, і що кремовані останки, які в нього знаходяться, не належать Джеммі. На мить свідомість Марка перемикається на «розірваний поверх», де він бачить Джемму живою. |                    |                             |                   |                            |                         |
| 15 | 6                  | «Аттіла»                    | Ута Брізевіц      | Erin Wagoner               | 21 лютого 2025          |
| Ділан розповідає Марку та Геллі, що він знайшов інструкції Ірвінґа про те, як дістатися до експортного залу. Тим часом Мілчик бере відгул на решту дня щоб виправити порушення, відзначені в його звіті про оцінку ефективності, залишивши відповідальною міс Хуанг. Марк зізнається Геллі, що вони з Геленою займалися сексом під час подій біля водоспаду. Відчуваючи, що Гелена вкрала в неї цей досвід, Геллі вирішує створити власний такий спогад та ініціює секс з Марком. Гретхен знову відвідує Ділана в кімнаті для відвідування родини, і вони цілуються. Потім вона бреше «зовнішній особистості» Ділана про свій візит до Lumon. Ірвінґ відвідує будинок Берта на вечерю, де між Бертом і його чоловіком Філдсом відбувається незручна розмова. Під час відсутності Ірвінґа, Драммонд проникає в його квартиру та знаходить список співробітників компанії Lumon, складений Ірвінґом. Регабі повідомляє Марку, що їм потрібно прискорити процес реінтеграції, перевантаживши чип, попри ризик крововиливу. Марк розлючений і залишає її, а пізніше відвідує ресторан, де зустрічає Гелену. Невдовзі після цього Марк йде й вирішує продовжити процес реінтеграції. Регабі виконує процедуру реінтеграції Марка. Після завершення операції несподівано з'являється Девон. Під час розмови з Девоном Марк непритомніє. |                    |                             |                   |                            |                         |
| 16 | 7                  | «Бардо Чикхай»              | Джессіка Лі Ганье | Ден Еріксон & Марк Фрідмен | 28 лютого 2025          |
| У сцені з минулого Марк і Джемма зустрічаються під час акції по збору крові. Вони продовжують свої стосунки в шлюбі, сповненому любові, який згодом затьмарюється труднощами із зачаттям дитини. Незадовго до її «смерті» Джемма і Марк відвідують клініку лікування безпліддя, якою таємно керує Lumon. У теперішньому часі Джемма живе на випробувальному поверсі Lumon, де вона щодня відвідує кілька кімнат (які, як виявилося, названо на честь файлів відділу обробки макроданних), змушуючи окрему «внутрішню особистість» переживати незручні ситуації, такі як візит до стоматолога та падіння літака, за якими спостерігає зловісний доктор Мауер. Після того, як вона виходить з кімнати, Мауер опитує її про її спогади та емоції від пережитого. У теперішньому часі, коли Марк лежить без свідомості, Регабі повідомляє Девон, що Джемма жива і що Марк добровільно вирішив пройти процедуру реінтеграції. Регабі йде, коли Девон пропонує покликати на допомогу Кобел. На випробувальному поверсі, коли Джемма каже Мауеру, що хоче піти, він бреше їй про те, що Марк одружується вдруге. Джемма б'є Мауера стільцем і він втрачає свідомість, після чого викрадає його ключ-картку. Вона намагається втекти на ліфті на «розірваний поверх», але переключається на пані Кейсі. Мілчик повертає її назад у ліфт. Марк прокидається і бачить біля себе Девон, все ще переживаючи спогади про Джемму. |                    |                             |                   |                            |                         |
| 17 | 8                  | «Солодка Кислота»           | Бен Стиллер       | Адам Кауні & К. С. Перрі   | 7 березня 2025          |
| Кобел прибуває в Солтс-Нек, приморське містечко, де вона виросла. Місто переживає важкі часи, оскільки фабрика, що належала Lumon і колись забезпечувала його існування, закрилася, а значна частина населення залежна від наркотичного етеру. Гармоні зв'язується зі своїм давнім другом Гемптоном, власником кав'ярні, залежним від етеру, який допомагає Гармоні таємно потрапити в будинок її матері. Тітка Гармоні, Сіссі, віддана прихильниця Lumon, намагається не допустити Гармоні до старої кімнати її матері, де вона померла після тривалої хвороби, коли Гармоні навчалася в інтернаті Lumon. Гармоні знаходить ключ від кімнати, але засинає, плачучи, на ліжку матері. Її знаходить Гемптон, і вони вживають наркотичну речовину. Гармоні вирішує зазирнути у відчинену комору, де вона знаходить свої старі папери з ескізами процедури розриву та чипом. Це доводить, що вона була справжнім винахідником. Сіссі намагається спалити докази, але Гармоні рятує їх і тікає на пікапі Гемптона, поки до будинку наближається невідомий автомобіль. Вона відповідає на телефонний дзвінок від Девон, яка розповідає їй про реінтеграцію Марка. |                    |                             |                   |                            |                         |
| 18 | 9                  | «Позаробочий час»           | Ута Брізевіц      | Ден Еріксон                | 14 березня 2025         |
| У день, коли очікувалося завершення обробки файлу «Холодна гавань», Марк не з'являється на роботу. Він і Девон зустрічаються з Кобел, яка каже, що Джемма помре, якщо обробку «Холодної Гавані» буде завершено. Марк телефонує на роботу, повідомляючи про хворобу, та обіцяє Мілчику, що прийде наступного дня. В іншому місці Гретхен зізнається «зовнішній особистості» Ділана про свій роман із його «внутрішньою особистістю»; у відповідь Ділан погрожує звільнитися з роботи. Пізніше вона зі сльозами прощається, розповідаючи «внутрішній особистості» Ділана про цю сутичку. Дуже засмучений Ділан розповідає Геллі про кімнату для відвідування родини. Геллі нагадує Ділану про інструкції як дістатися до експортного залу, але він зривається на неї та йде, згодом подавши заяву про звільнення. Геллі вирішує залишити картку з інструкціями собі. Тим часом Берт вривається в квартиру Ірвінґа і везе його на машині. Берт розповідає про те, як він працював водієм Lumon для різних цікавих людей, додаючи пізніше, що він «не питав, що з ними сталося». Зрештою вони досягають залізничної станції, де Берт купує Ірвінґу квиток і каже, щоб він ніколи не повертався. Обидва діляться своїми почуттями один до одного, і Берт проводжає Ірвінґа. Міс Хуанг закінчує свою роботу заступником менеджера, і Мілчик відсилає її. Після роботи Геллі запам'ятовує інструкції як дістатися до експортного залу, але в цей час з'являється Джейм Іган. Вночі Кобел і Девон потайки проводять Марка до «розірваної» хатини в пологовому будинку, де Девон народила свою дитину. «Внутрішня особистість» Марка прокидається в хатині, де чекає Кобел. |                    |                             |                   |                            |                         |
| 19 | 10                 | «Холодна гавань»            | Бен Стиллер       | Ден Еріксон                | 21 березня 2025         |
| Кобел пояснює, наскільки Марк важливий для Lumon, і що, оскільки він ще не завершив обробку файлу «Холодна гавань», Джемма все ще жива. Через відеозаписи «зовнішня особистість» Марка просить свою «внутрішню особистість» врятувати Джемму з випробувального поверху після завершення ним обробки файлу «Холодна гавань»; інакше Джемма загине. «Внутрішня особистість» Марка роздратовано іде геть, коли стає зрозумілим, що від нього вимагають пожертвувати собою, Геллі та всіма іншими «внутрішніми особистостями», коли вони закриють проєкт Lumon. Джейм каже Геллі, що він не любить свою доньку Гелену, тому що не бачить у ній Кіра, але натомість він бачить «вогонь» Кіра в Геллі. Наступного дня Марк прибуває на «розірваний поверх» і завершує обробку файлу «Холодна гавань», а Ділан повертається після того, як його «зовнішня особистість» залишає йому рішення щодо того, чи звільнятися. Мільчик влаштовує для Марка вечірку з оркестром. Геллі за допомогою Ділана відволікає Мілчіка і замикає його в туалеті, а Марк слідує вказівкам Ірвінґа, щоб дістатися до випробувального поверху. У кімнаті «Холодної гавані» Джеммі доручено розібрати колиску, яку Марк побудував для дитини, яку вони втратили; це не викликає жодних емоцій на радість доктора Мауера та Джейма Ігана. Містер Драммонд викликає Лорн щоб принести в жертву козу, але він відволікається, коли Марк намагається увірватися в «експортний зал». Він намагається вбити Марка, але його зупиняє Лорн, яка погрожує йому пістолетом, який він дав їй, щоб убити козу. Марк заводить Драммонда з собою в ліфт під дулом пістолета, але випадково вбиває його під час переходу на «випробувальний поверх» у процесі «розриву». Марк знаходить Джемму, і вони возз'єднуються, а потім повертаються на «розірваний поверх», де вони перетворюються на своїх «внутрішніх особистостей», Марка С. і міс Кейсі. Тим часом Мілчик вибирається з туалету, але стикається з Діланом і оркестром, опинившись у меншості під час повстання. Марк С. виводить міс Кейсі через вихідні двері, де вона знову перетворюється у Джемму, але він вирішує не жертвувати собою заради своєї «зовнішньої особистості», натомість повертається до Геллі та вони разом біжать назад у приміщення Lumon, залишаючи Джемму в замішанні. |                    |                             |                   |                            |                         |

## Виробництво
Apple TV+ замовила серіал у листопаді 2019 року, режисером став Бен Стіллер.

### Кастинг
Адам Скотт отримав головну роль у листопаді 2019 року.
У січні 2020 року Патриція Аркетт була обрана на роль боса персонажа Скотта, а Брітт Лоуер, Джен Таллок і Зак Черрі отримали ролі співробітників компанії. Трамелл Тіллман приєднався в лютому 2020 року як інший співробітник, а Джон Туртурро і Крістофер Вокен обрані на ролі старших співробітників у листопаді 2020 року. Дічен Лакмен приєдналася до касту у грудні 2020 року.

### Зйомки
Зйомки серіалу розпочалися в Нью-Йорку під робочою назвою Tumwater у жовтні 2020 року. Зйомки проходили кілька днів у Наяку в лютому 2021 року та в Кінгстоні та Біконі в березні 2021 року. У квітні 2021 року зйомки переїхали в Нью-Джерсі. Зйомки завершилися 23 червня.

## Нагороди та номінації
| Рік  | Премія                                   | Категорія                                                                               | Номінант(и) | Результат    | Ref.   |
| ---- | ---------------------------------------- | --------------------------------------------------------------------------------------- | --- | ------------ | ------ |
| 2022 | Dorian Awards                            | Найкраща телевізійна драма                                                              | Розрив | В очікуванні | [ 30 ] |
| 2022 | Dorian Awards                            | Найбільш візуально яскраве шоу                                                          | Розрив | В очікуванні | [ 30 ] |
| 2022 | Hollywood Critics Association TV Awards  | Найкращий стрімінговому серіал, драма                                                   | Розрив | Перемога     | [ 31 ] |
| 2022 | Hollywood Critics Association TV Awards  | Найкращий актор у стрімінговому серіалі, драма                                          | Адам Скотт | Номінація    | [ 31 ] |
| 2022 | Hollywood Critics Association TV Awards  | Найкраща акторка в стрімінговому серіалі, драма                                         | Брітт Лоуер | Перемога     | [ 31 ] |
| 2022 | Hollywood Critics Association TV Awards  | Найкращий актор другого плану в стрімінговому серіалі, драма                            | Зак Черрі | Номінація    | [ 31 ] |
| 2022 | Hollywood Critics Association TV Awards  | Найкращий актор другого плану в стрімінговому серіалі, драма                            | Трамелл Тілман | Номінація    | [ 31 ] |
| 2022 | Hollywood Critics Association TV Awards  | Найкращий актор другого плану в стрімінговому серіалі, драма                            | Джон Туртурро | Перемога     | [ 31 ] |
| 2022 | Hollywood Critics Association TV Awards  | Найкращий актор другого плану в стрімінговому серіалі, драма                            | Крістофер Вокен | Номінація    | [ 31 ] |
| 2022 | Hollywood Critics Association TV Awards  | Найкраща акторка другого плану в стрімінговому серіалі, драма                           | Патриція Аркетт | Номінація    | [ 31 ] |
| 2022 | Hollywood Critics Association TV Awards  | Найкраща акторка другого плану в стрімінговому серіалі, драма                           | Дічен Лакмен | Номінація    | [ 31 ] |
| 2022 | Hollywood Critics Association TV Awards  | Найкраща режисура в стрімінговому серіалі, драма                                        | Аойф МакАрдлі (за епізод "The You You Are") | Номінація    | [ 31 ] |
| 2022 | Hollywood Critics Association TV Awards  | Найкраща режисура в стрімінговому серіалі, драма                                        | Бен Стіллер (за епізод "Справжні ми") | Перемога     | [ 31 ] |
| 2022 | Hollywood Critics Association TV Awards  | Найкращий сценарій у стрімінговому серіалі, драма                                       | Ден Еріксон (за епізод "Справжні ми") | Перемога     | [ 31 ] |
| 2022 | Прайм-тайм премія «Еммі»                 | Найкращий драматичний телесеріал                                                        | Бен Стіллер, Ніколас Вайнсток, Джекі Кон, Марк Фрідмен, Ден Еріксон, Ендрю Колвілль, Кріс Блек, Джон Кемерон, Джилл Футлік, Кері Дрейк, Адам Скотт, Патриція Аркетт, Аойф МакАрдлі, Аманда Овертон, і Ґері Роберт Брайн | В очікуванні | [ 33 ] |
| 2022 | Прайм-тайм премія «Еммі»                 | Найкраща чоловіча роль у драматичному телесеріалі                                       | Адам Скотт | В очікуванні | [ 33 ] |
| 2022 | Прайм-тайм премія «Еммі»                 | Найкраща чоловіча роль другого плану в драматичному телесеріалі                         | Джон Туртурро | В очікуванні | [ 33 ] |
| 2022 | Прайм-тайм премія «Еммі»                 | Найкраща чоловіча роль другого плану в драматичному телесеріалі                         | Крістофер Вокен | В очікуванні | [ 33 ] |
| 2022 | Прайм-тайм премія «Еммі»                 | Найкраща жіноча роль другого плану в драматичному телесеріалі                           | Патриція Аркетт | В очікуванні | [ 33 ] |
| 2022 | Прайм-тайм премія «Еммі»                 | Найкраща режисура в драматичному телесеріалі                                            | Бен Стіллер (за епізод "Справжні ми") | В очікуванні | [ 33 ] |
| 2022 | Прайм-тайм премія «Еммі»                 | Найкращий сценарій у драматичному телесеріалі                                           | Ден Еріксон (за епізод "Справжні ми") | В очікуванні | [ 33 ] |
| 2022 | Творча премія «Еммі»                     | Найкращий кастинг для драматичного телесеріалу                                          | Рейчел Теннер і Бесс Фіфер | В очікуванні | [ 33 ] |
| 2022 | Творча премія «Еммі»                     | Найкраща заставка серіалу                                                               | Олівер Латта та Тедді Бленкс | В очікуванні | [ 33 ] |
| 2022 | Творча премія «Еммі»                     | Найкраща музична композиція для серіалу (Оригінальна драматична партитура)              | Теодор Шапіро (за епізод "Справжні ми") | В очікуванні | [ 33 ] |
| 2022 | Творча премія «Еммі»                     | Найкраща музична композиція заставки серіалу                                            | Теодор Шапіро | В очікуванні | [ 33 ] |
| 2022 | Творча премія «Еммі»                     | Найкращий постановочний дизайн для оповідної сучасної програми (одна година або більше) | Джеремі Гіндл, Нік Френкон, Анжеліка Борреро-Фортієр, Ендрю Бейзман (за епізод "Good News About Hell") | В очікуванні | [ 33 ] |
| 2022 | Творча премія «Еммі»                     | Найкращий монтаж зйомки однією камерою для драматичного телесеріалу                     | Еріка Фрід Маркер і Джоффрі Річман (за епізод "In Perpetuity") | В очікуванні | [ 33 ] |
| 2022 | Творча премія «Еммі»                     | Найкращий монтаж зйомки однією камерою для драматичного телесеріалу                     | Джоффрі Річман (за епізод "Справжні ми") | В очікуванні | [ 33 ] |
| 2022 | Сатурн                                   | Найкращий стрімінговому серіал у жанрі жахів / трилеру                                  | Розрив | В очікуванні | [ 34 ] |
| 2022 | Сатурн                                   | Найкращий актор у стрімінговому серіалі                                                 | Адам Скотт | В очікуванні | [ 34 ] |
| 2022 | Сатурн                                   | Найкраща акторка в стрімінговому серіалі                                                | Брітт Лоуер | В очікуванні | [ 34 ] |
| 2022 | Сатурн                                   | Найкращий актор другого плану в стрімінговому серіалі                                   | Зак Черрі | В очікуванні | [ 34 ] |
| 2022 | Сатурн                                   | Найкращий актор другого плану в стрімінговому серіалі                                   | Джон Туртурро | В очікуванні | [ 34 ] |
| 2022 | Сатурн                                   | Найкраща акторка другого плану в стрімінговому серіалі                                  | Патриція Аркетт | В очікуванні | [ 34 ] |
| 2022 | Set Decorators Society of America Awards | Найкраще досягнення в декорі/дизайні одногодинного серіалу                              | Ендрю Бейзман і Джеремі Гіндл | Номінація    | [ 35 ] |
| 2022 | Премія Асоціації телевізійних критиків   | Програма року                                                                           | Розрив | Номінація    | [ 36 ] |
| 2022 | Премія Асоціації телевізійних критиків   | Видатні досягнення в драмі                                                              | Розрив | Номінація    | [ 36 ] |
| 2022 | Премія Асоціації телевізійних критиків   | Видатна нова програма                                                                   | Розрив | Номінація    | [ 36 ] |
| 2022 | Премія Асоціації телевізійних критиків   | Індивідуальні досягнення в драмі                                                        | Адам Скотт | Номінація    | [ 36 ] |
| 2022 | Webby Awards                             | Найкращий актор                                                                         | Адам Скотт | Перемога     | [ 37 ] |